# I'm Just Wild About Harry
Vous lisez un « bon article » labellisé en 2019.
I'm Just Wild About Harry est une chanson écrite en 1921 pour la comédie musicale de Broadway Shuffle Along, dont la musique est composée par Eubie Blake et les paroles écrites par Noble Sissle. Sur scène, la chanson est à l'origine interprétée par l'actrice Lottie Gee, accompagnée par des chœurs.
Shuffle Along  est la première comédie musicale écrite par des auteurs afro-américains et jouée uniquement par des acteurs afro-américains à rencontrer un succès financier à Broadway. I'm Just Wild About Harry en est le numéro le plus populaire et casse ce qui était alors tabou dans les représentations musicales et scéniques de la romance entre Afro-Américains.
Initialement écrite comme une valse, Blake réécrit la chanson pour en faire un foxtrot à la demande de l’interprète. Le résultat donne une mélodie  simple, directe, joyeuse et communicative rehaussée sur scène par un numéro de danse improvisé. En 1948, Harry S. Truman choisit I'm Just Wild About Harry comme chanson de campagne pour l'élection présidentielle américaine de 1948. Son succès en politique conduit à un renouveau populaire de la chanson.

## Contexte
|             |  |              |
| Eubie Blake |  | Noble Sissle |

Au cours du début du XXe siècle, les Afro-Américains sont exclus de la plupart des théâtres populaires des États-Unis : les vaudevilles blancs refusent d'inscrire plus d'un acte afro-américain dans leurs pièces et, pendant plus d'une décennie, aucun spectacle de Broadway n'emploie d'artistes afro-américains. Eubie Blake et Noble Sissle rencontrent Flournay E. Miller et Aubrey Lyles, les futures scénaristes de la pièce, pour la première fois en 1920 lors d'une collecte de fonds au profit de la National Association for the Advancement of Colored People (NAACP). Les pratiques d'exclusion des vaudevilles  limitant les pièces à un acte afro-américain par nuit, les deux principales équipes d'acteurs afro-américains ne se sont connues les unes les autres que par réputation. Miller explique à Blake et Sissle que le seul moyen possible pour des Afro-Américains de retourner à Broadway avec dignité serait de le faire avec une comédie musicale et leur propose alors une collaboration afin de produire un spectacle joué exclusivement par des Noirs américains.
Le spectacle qui en résulte adapte l'intrigue et les personnages des sketches comiques des vaudevilles de Miller et Aubrey sur de la musique composée par Blake et Sissle. Bien que la musique de Shuffle Along soit nouvelle pour le public, seules trois compositions sont en réalité écrites pour la pièce : I'm Just Wild About Harry, Bandana Days et Love Will Find A Way. Les autres chansons du spectacle sont des compositions que Blake et Sissle ont essayé de vendre sans succès à Tin Pan Alley. La pièce brise le dernier tabou concernant la représentation des relations amoureuses entre Noirs sur scène en montrant une véritable romance. Le standard voulait que la représentation entre Noirs soit « burlesque », car il y avait la conviction que le public blanc ne pouvait être touché par une scène d'amour entre Noirs que par le prisme du « ridicule ».
Avec son titre et son refrain, I'm Just Wild About Harry met au défi ce tabou : « I'm just wild about Harry and he's just wild about me » est une déclaration d'amour mutuel claire. Sissle et Blake craignent le rejet du public du fait qu'ils ont éliminé de la comédie musicale la plupart des stéréotypes raciaux qui sont alors la norme dans les représentations théâtrales.

## Genèse
I'm Just Wild About Harry subit une réécriture complète pendant les répétitions et, un temps, son retrait du spectacle est envisagé. Pour écrire la chanson, Blake et Sissle empruntent des paroles et la mesure de leur précédent titre My Loving Baby qui date de 1916. La version originale de Blake est une valse de Vienne, mais l'actrice Lottie Gee qui a déjà de l'expérience, pousse à la réécriture du numéro afin d'avoir un one-step au tempo rapide pour que le numéro fonctionne. Blake n'est pas d'accord avec la suggestion et craint que cela ne ruine sa valse, mais il capitule après que Sissle approuve l'avis de Gee.
Lors des premières représentations, le public réagit mal à la version révisée. Blake est sur le point de retirer le numéro du spectacle lorsque l'un des chœurs censé chanter pendant le numéro tombe malade et doit être remplacé. Le remplaçant, Bob Lee, est un membre de l'ensemble vocal ignorant les pas et qui, de ce fait, est incapable de suivre le numéro,. Il ignore alors ce dernier et improvise. Le livre Reminiscing with Noble Sissle and Eubie Blake, sorti en 2000, rapporte comment Sissle se remémore la façon dont la performance a sauvé la chanson :

« Bob ne pouvait pas danser, alors nous l'avons envoyé en tête de file pour qu'il soit le dernier et qu'il ne soit pas sur le chemin des autres au moment de faire leur sortie. Tout à coup, nous avons entendu des éclats de rire. On a couru au bord de la scène. Blake a sorti de la fosse, le regard fou : « Gardez-le sur scène ! » hurla-t-il, pour disparaître ensuite. Nous avons pensé que l'on était devenu fou, puis le rappel a été lancé. Bob Lee ne pouvait pas faire les pas que faisaient les autres danseurs et il ne pouvait pas non plus quitter la scène ; ayant perdu le fil, avec un sourire trompeur et son propre enchaînement de pas, il épata la galerie. »

## Composition
Avec une tonalité en do majeur, I'm Just Wild About Harry est un foxtrot constitué de deux couplets de 16 mesures et d'un refrain suivant la forme ABAC et tenant sur 36 mesures. D'après le compositeur et musicologue américain Alec Wilder, le titre de Blake et Sissle est une « chanson forte, directe et simple ». Dans sa mesure, la composition possède un quatrième temps fort qui est lié au premier temps faible. La chanson progresse avec de courtes phrases mélodiques, légères mais rythmées, caractéristiques de l'époque. Wilder précise : « Elle s'inscrit dans le style de Hallelujah, Fine and Dandy et de toutes ces chansons de théâtre courtes et rythmées. Elle a recours à beaucoup d'écriture progressive et seulement une seule note hors de sa gamme de do majeur, un ré dièse. Pour une chanson de théâtre, elle n'est pas sur une gamme large, étant sur une octave et une tierce seulement. »
Les paroles en argot sont en accord avec la bonne humeur de la mélodie, notamment grâce à ses rimes proches et ses abstractions exubérantes comme « The heavenly blisses / Of his kisses / Fill me with ecstasy ». De plus, les paroles utilisent un ensemble de comparaisons qui frise l'exagération comique avec par exemple « He's sweet just like chocolate candy / And just like honey from the bee ».
Dans la pièce, le numéro se produit tôt dans le deuxième acte lorsque le personnage principal féminin déclare son amour pour le personnage principal masculin. Le père de cette dernière est l'homme le plus riche de la ville, ce qui pose des obstacles à leur relation. L'intrigue de la pièce concerne une course à la mairie dans la ville majoritairement noire de Jimtown, où deux propriétaires d'épicerie malhonnêtes se disputent un poste politique. Un des deux épiciers corrompus remporte les élections ; peu de temps après il nomme l'autre épicier corrompu chef de la police. La communauté proteste contre les deux nominations ; les deux épiciers quittent alors leur poste et retournent travailler dans leur épicerie respective. Harry, qui dirigeait la protestation, obtient la main de la fille.

Partition dI'm Just Wild About Harry
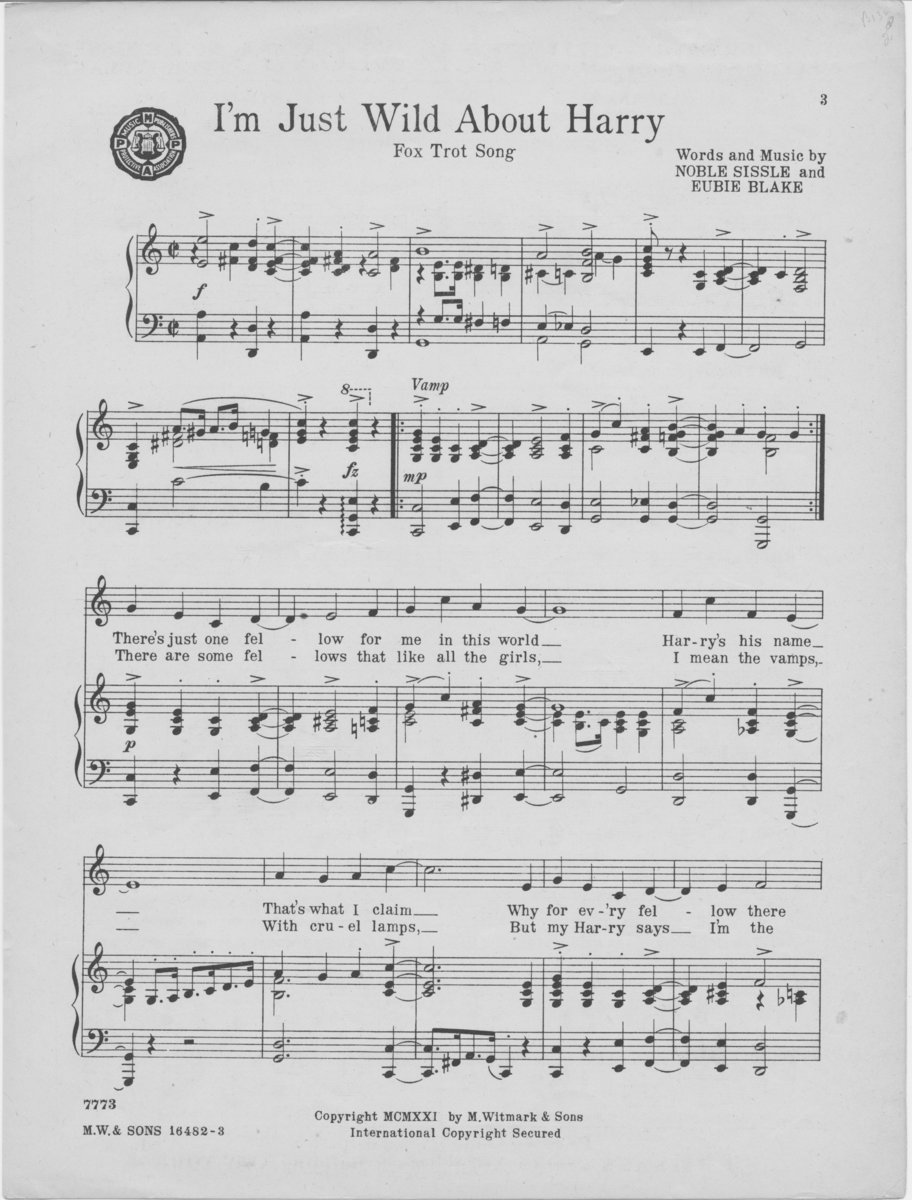
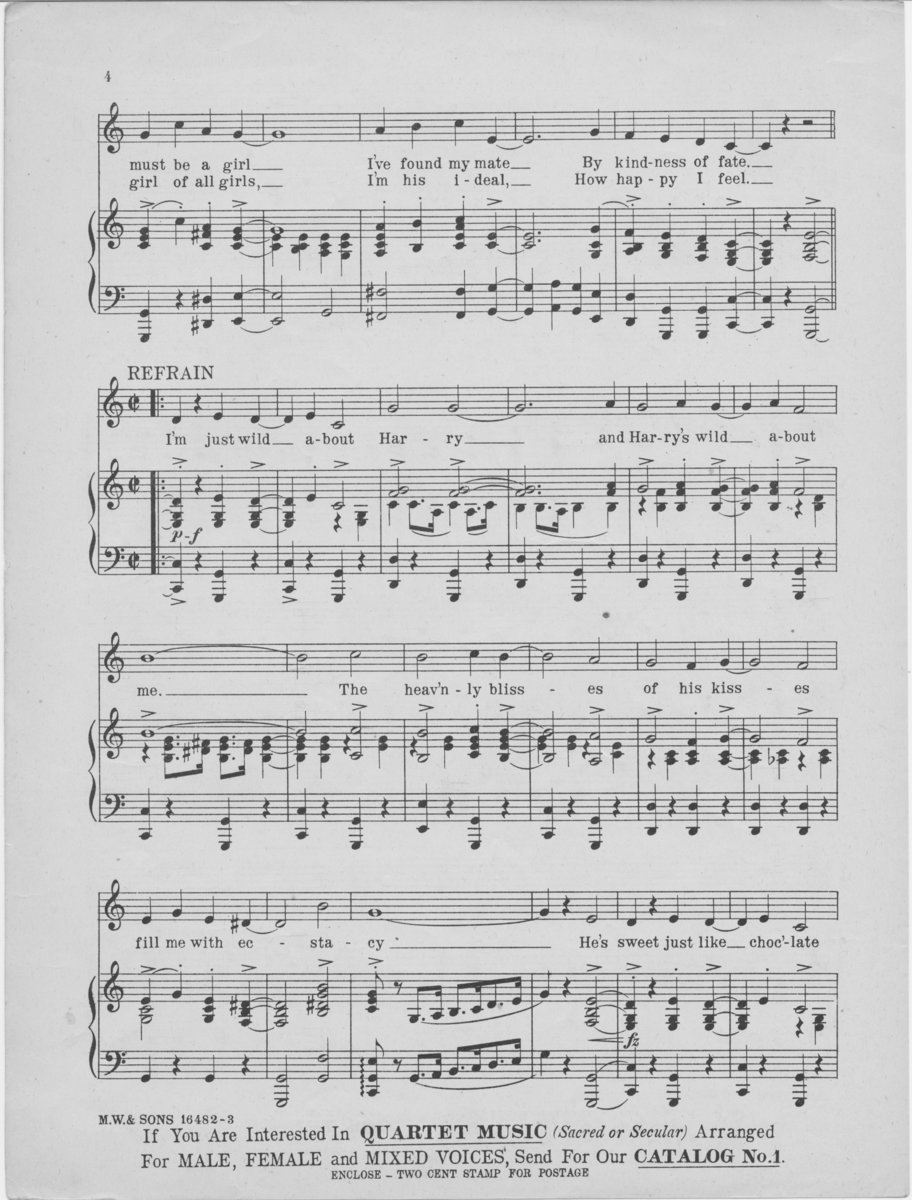
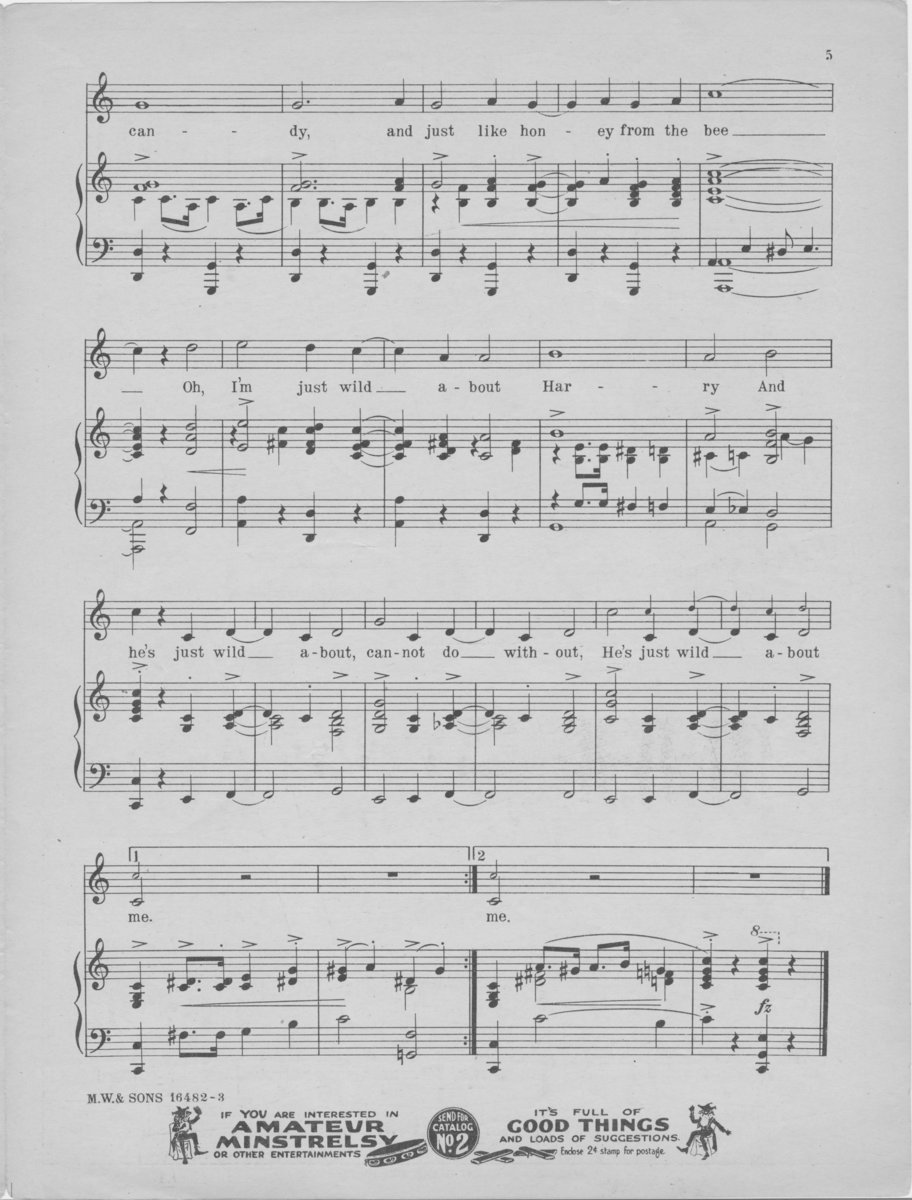

- Partition d'I'm Just Wild About Harry

## Accueil
Shuffle Along est un succès théâtral significatif qui « mit fin à plus d'une décennie d'exclusion systématique des Noirs sur les planches de Broadway ». Elle devient la première comédie musicale écrite et jouée uniquement par des Afro-Américains à rencontrer un succès à Broadway. La pièce débute à New York au Daly's 63rd Street Theatre (en) le 23 mai 1921 et donne lieu à 504 représentations,. La salle de spectacle est en réalité une salle de conférence convertie qui ne possède pas de scène appropriée ou de fosse d'orchestre. L'entreprise surmonte les difficultés financières et un mauvais emplacement pour devenir « la première comédie musicale entièrement noire à durer longtemps et à être traitée comme plus qu'une bizarrerie ».
I'm Just Wild About Harry est le numéro le plus populaire de la pièce et devient un standard,. Blake dirige l'orchestre du spectacle et enregistre la chanson pour le label Victor avec Paul Whiteman et son orchestre,. Le vinyle devient un bestseller et donne un coup de pouce à la popularité du titre. Néanmoins, la majeure partie des ventes du titre provient d'une large variété d'artistes (majoritairement blancs) produits sous des labels comme Victor, Columbia ou Brunswick. C'est pour l'enregistrement de 1937 sous le label Victory que les coauteurs du titre sont pour la première fois réunis. Cette version modifie considérablement le ton original de la chanson afin de mettre en valeur les talents du clarinettiste Sidney Bechet. Parmi les premiers enregistrements, on peut aussi citer ceux de Benny Krueger et Louis Mitchell. Entre 1921 et 1922, I'm Just Wild About Harry connait pas moins de 16 versions différentes. En 1948, le magazine Billboard place la chanson dans sa liste Fifty Years of Song Hits.
Rétrospectivement, les auteurs Philip Furia et Michael Lasser d'America's Songs parlent de « plaisir contagieux ». De même, Bill Egan, auteur d'une biographie sur Florence Mills, qualifie la chanson de « contagieuse ».

## Reprises et usages médiatiques

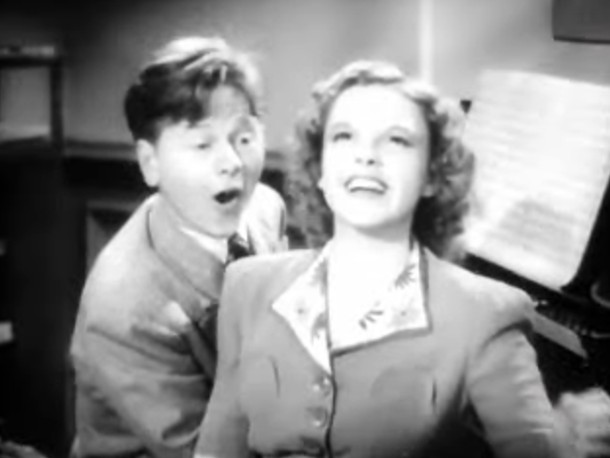
Mickey Rooney et Judy Garland dans Place au rythme.

Le titre de Blake et Sissle figure dans de nombreux films. La comédienne Judy Garland interprète I'm Just Wild About Harry parmi d'autres titres dans un minstrel show de la comédie musicale de MGM Place au rythme en 1939, ainsi qu'Alice Faye avec le groupe de Louis Prima dans le film de la même année Rose de Broadway,,,. Trois ans plus tard, en 1942, la chanson est jouée dans le film de gangster Broadway. En 1943, Ted Lewis interprète I'm Just Wild About Harry dans le film Is Everybody Happy? et Daffy Duck chante le refrain dans le cartoon Daffy impressario,. L'année suivante, la chanteuse brésilo-portugaise Carmen Miranda interprète I'm Just Wild About Harry en mélangeant les langues anglaise et portugaise dans le film musical Greenwich Village. D'autre part, la chanson devient le thème, interprété par l'orchestre de Jay Wilbur, de Hi Gang!, un comedy show de BBC Radio populaire au début de la Seconde Guerre mondiale.
La chanson connaît un regain de popularité en 1948 lorsque Harry S. Truman choisi I'm Just Wild About Harry  comme chanson de campagne pour la présidence des États-Unis,. Les opposants à Truman se moquent de ce choix en utilisant une parodie déjà apparue lors d'un pic d'impopularité du président en 1946 : « I'm just mild about Harry »,. À la suite de la victoire de Truman, des pin's avec le slogan I'm Just Wild About Harry sont édités pour son investiture en 1949 (en). Cette même année, Al Jolson interprète le titre dans le film Je chante pour vous (avec un playback de Larry Parks), devenant une chanson jazz,. Ce retour à la popularité permet de réunir brièvement Blake et Sissle pour la première fois depuis 1933. En 1955, la chanson fait une apparition dans le court métrage d'animation One Froggy Evening de Warner Bros. en étant l'une des chansons interprétée par Michigan J. Frog.